# Campeonato Canadiense de Fútbol 2014
El Campeonato Canadiense de Fútbol 2014 fue la séptima edición de la competición del fútbol de Canadá. Se disputó entre el 23 de abril y el 4 de junio.
Montreal Impact ganó por tercera vez el torneo tras vencer con un marcador 2-1 y clasificó a la Liga de Campeones de la Concacaf 2014-15.

## Equipos participantes
Los equipos participantes son Montreal Impact, Toronto, Vancouver Whitecaps, Edmonton y Ottawa Fury.

## Ronda preliminar
| Fechas           | Local ida   | Resultado global | Local vuelta | Ida                                                    | Vuelta                                                 |
| ---------------- | ----------- | ---------------- | ------------ | ------------------------------------------------------ | ------------------------------------------------------ |
| 23 y 30 de abril | Ottawa Fury | 1:3              | Edmonton     | 0:0 Archivado el 2 de mayo de 2014 en Wayback Machine. | 1:3 Archivado el 2 de mayo de 2014 en Wayback Machine. |

## Cuadro
|  | Semifinales         | Semifinales    | Semifinales    |   |                 | Final                   | Final                   | Final                   |  |
|  | 7 y 14 de mayo      | 7 y 14 de mayo | 7 y 14 de mayo |   |                 | 28 de mayo y 4 de junio | 28 de mayo y 4 de junio | 28 de mayo y 4 de junio |  |
|  |                     |                |                |   |                 |                         |                         |                         |  |
|  |                     |                |                |   |                 |                         |                         |                         |  |
|  | Montreal Impact     | 1              | 4              |   |                 |                         |                         |                         |  |
|  | Montreal Impact     | 1              | 4              |   |                 |                         |                         |                         |  |
|  | Edmonton            | 2              | 2              |   |                 |                         |                         |                         |  |
|  | Edmonton            | 2              | 2              |   | Montreal Impact | 1                       | 1                       |                         |  |
|  |                     |                |                |   | Montreal Impact | 1                       | 1                       |                         |  |
|  |                     |                | Toronto        | 1 | 0               |                         |                         |                         |  |
|  | Vancouver Whitecaps | 1              | Toronto        | 1 | 0               | 2 (3)                   |                         |                         |  |
|  | Vancouver Whitecaps | 1              |                |   |                 | 2 (3)                   |                         |                         |  |
|  | Toronto (p.)        | 2              | 1 (5)          |   |                 |                         |                         |                         |  |
|  | Toronto (p.)        | 2              | 1 (5)          |   |                 |                         |                         |                         |  |
|  |                     |                |                |   |                 |                         |                         |                         |  |

### Semifinales
| 7 de mayo de 2014, 19:30 (UTC-6) | Edmonton               | 2:1 (0:0) | Montreal Impact | Clarke Stadium, Edmonton, Alberta                          |                                                            |
|                                  | Ameobi 60' · Nonni 90' | Reporte   | McInerney 56'   | Asistencia: 1.946 espectadores Árbitro(s): Silviu Petrescu | Asistencia: 1.946 espectadores Árbitro(s): Silviu Petrescu |

| 14 de mayo de 2014, 19:30 (UTC-4) | Montreal Impact                                        | 4:2 (2:0) | Edmonton      | Estadio Saputo, Montreal, Quebec                       |                                                        |
|                                   | McInerney 10' 17' · Brovsky 47' · Bernier 90+7' (pen.) | Reporte   | Jonke 67' 70' | Asistencia: 12.826 espectadores Árbitro(s): D. Fischer | Asistencia: 12.826 espectadores Árbitro(s): D. Fischer |

| 7 de mayo de 2014, 19:30 (UTC-4) | Toronto                 | 2:1 (2:0) | Vancouver Whitecaps | BMO Field, Toronto, Ontario                                  |                                                              |
|                                  | Defoe 28' · Bradley 89' | Reporte   | Manneh 90'          | Asistencia: 22.591 espectadores Árbitro(s): Mathieu Bourdeau | Asistencia: 22.591 espectadores Árbitro(s): Mathieu Bourdeau |

| 14 de mayo de 2014, 19:30 (UTC-7) | Vancouver Whitecaps                 | 2:1 (1:1) (3:5 p.)         | Toronto                                              | Estadio BC Place, Vancouver, Columbia Británica          |                                                          |
|                                   | Hurtado 43' · Morales 86'           | Reporte                    | Henry 4'                                             | Asistencia: 18.470 espectadores Árbitro(s): David Gantar | Asistencia: 18.470 espectadores Árbitro(s): David Gantar |
|                                   |                                     | Tiros desde el punto penal |                                                      |                                                          |                                                          |
|                                   | Laba · Manneh · Fernández · Teibert |                            | Orr · Moore · De Rosario · Bradley · Nakajima-Farran |                                                          |                                                          |

### Final
| 28 de mayo de 2014, 18:30 (UTC-4) | Toronto   | 1:1 (1:0) | Montreal Impact | BMO Field, Toronto, Ontario                                 |                                                             |
|                                   | Henry 20' | Reporte   | Mapp 73'        | Asistencia: 18.269 espectadores Árbitro(s): Silviu Petrescu | Asistencia: 18.269 espectadores Árbitro(s): Silviu Petrescu |

| 4 de junio de 2014, 18:30 (UTC-4) | Montreal Impact | 1:0 (0:0) | Toronto | Estadio Saputo, Montreal, Quebec                         |                                                          |
|                                   | Felipe 90+1'    | Reporte   |         | Asistencia: 13.423 espectadores Árbitro(s): David Gantar | Asistencia: 13.423 espectadores Árbitro(s): David Gantar |

| Campeón Montreal Impact |
| 3° título               |

## Goleadores
| Jugador        | Equipo          | Goles |
| -------------- | --------------- | ----- |
| Jack McInerney | Montreal Impact | 3     |
| Daryl Fordyce  | Edmonton        | 2     |

## Premios
- Mejor jugador del torneo

 Justin Mapp (Montreal Impact)